# Dachstraße 43/45 (München)

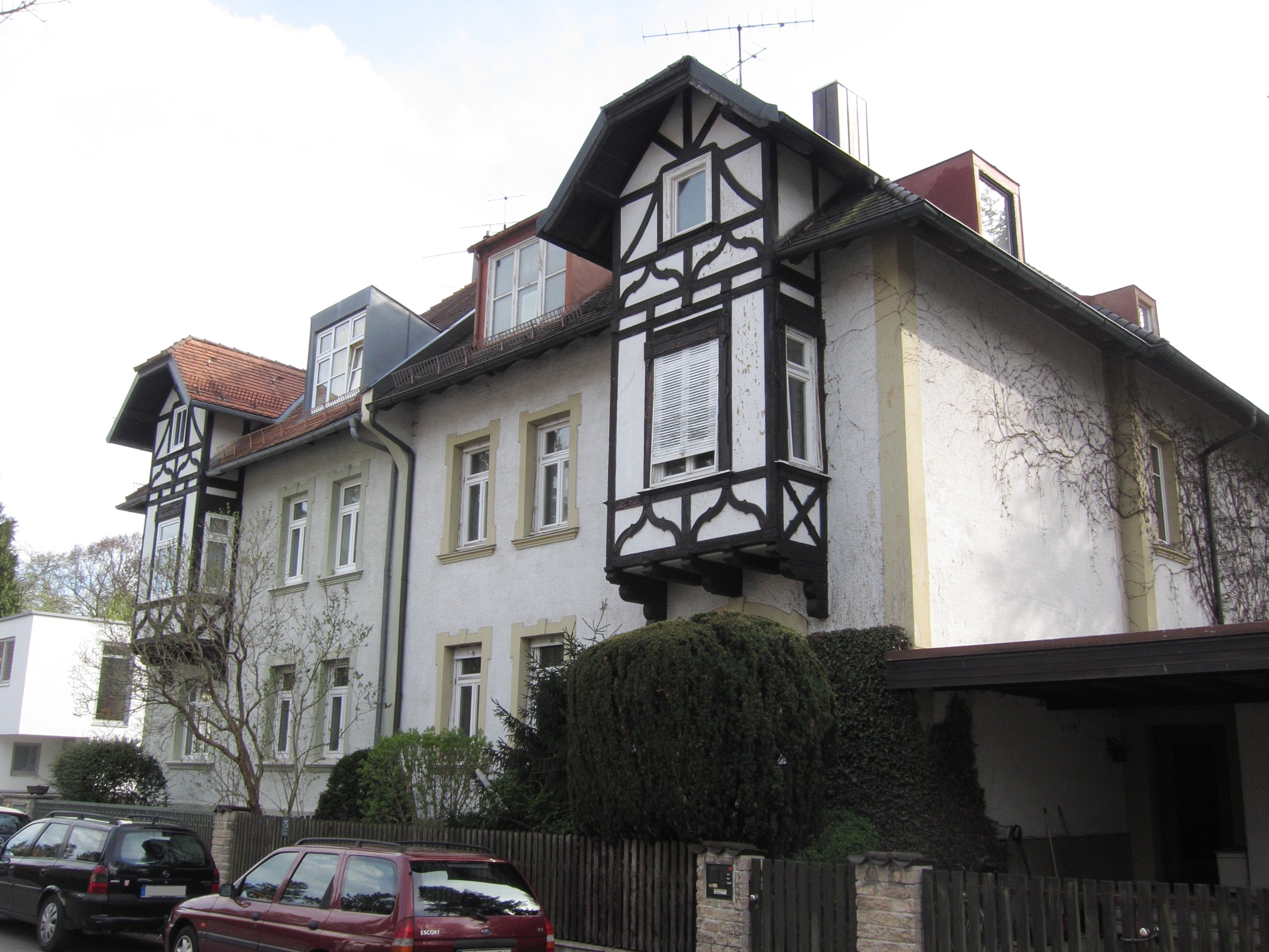
Haus Dachstraße 43/45 im Stadtteil Pasing von München

Das Gebäude Dachstraße 43/45 im Stadtteil Pasing der bayerischen Landeshauptstadt München wurde 1903/04 errichtet. Das Doppelhaus in der Dachstraße, das von den Architekten Conrad und Joseph Klinger erbaut wurde, ist ein geschütztes Baudenkmal.
Das Wohnhaus, der zur Frühbebauung der Waldkolonie Pasing gehört, mit Fachwerkerkern wurde wie das Doppelhaus Dachstraße 35/37 für Gottfried Schweisgut errichtet.